# Campeonato Maranhense de Futebol de 1993
O Campeonato Maranhense de Futebol de 1993 foi a 72º edição da divisão principal do campeonato estadual do Maranhão. O campeão foi o Maranhão que conquistou seu 9º título na história da competição. O artilheiro do campeonato foi Rogério, jogador do Caxiense, com 17 gols marcados.

## Premiação
| Campeonato Maranhense de 1993 |
| São Luís                      |
| ----------------------------- |
| Maranhão Campeão (9º título)  |